# Psila luteifrons
Psila luteifrons är en tvåvingeart som beskrevs av Iwata 1994. Psila luteifrons ingår i släktet Psila och familjen rotflugor.
Artens utbredningsområde är Nepal. Inga underarter finns listade i Catalogue of Life.